# Cattedrale di Svetitskhoveli
La cattedrale di Svetitskhoveli (in georgiano სვეტიცხოვლის საკათედრო ტაძარი?) è una cattedrale ortodossa di Mtskheta, in Georgia. Conosciuta come il luogo in cui sarebbe stata sepolta la tunica di Gesù Cristo, la chiesa è stata per lungo tempo il principale edificio di culto del paese e rimane tuttora uno dei luoghi più venerati. Funge da sede dell'arcivescovo di Mtskheta e Tbilisi, carica spettante al Catholicos Patriarca di tutta la Georgia. L'attuale struttura fu costruita nel corso dell'XI secolo dall'architetto Arsukidze, sul sito in cui era stata edificata una prima chiesa nel IV secolo. È la seconda cattedrale più grande della Georgia, superata solo dalla cattedrale della Santissima Trinità di Tbilisi, consacrata nel 2004. Nel 1994 è stata inclusa nella lista dei patrimoni dell'umanità UNESCO insieme agli altri monumenti storici di Mtskheta.

## Storia e descrizione

### Origini
La chiesa originaria fu costruita nel IV secolo, durante il regno di Mirian III d'Iberia. Secondo la tradizione fu Santa Nino a scegliere il luogo di confluenza dei fiumi Mt'k'vari e Aragvi come sede della prima chiesa georgiana. Le fonti agiografiche del paese sostengono che nel I secolo un ebreo georgiano di Mtskheta, chiamato Elia, assistette alla crocifissione di Gesù a Gerusalemme. Egli avrebbe acquistato la tunica di Cristo da un soldato romano sul Golgota e l'avrebbe poi portata in Georgia. Tornato nella sua città natale, Elia fu accolto da sua sorella Sidonia. Costei morì dall'emozione subito dopo aver stretto forte al petto la tunica. La presa della donna era talmente forte che la tunica venne seppellita insieme a lei. Il luogo di sepoltura di Sidonia è custodito nella cattedrale.

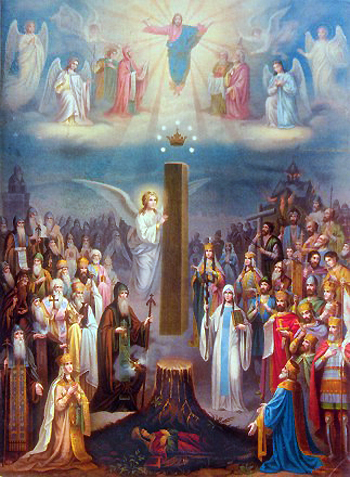
"La Gloria d'Iberia", icona raffigurante il "pilastro vivifico". Michail Sabinin (1880 circa)

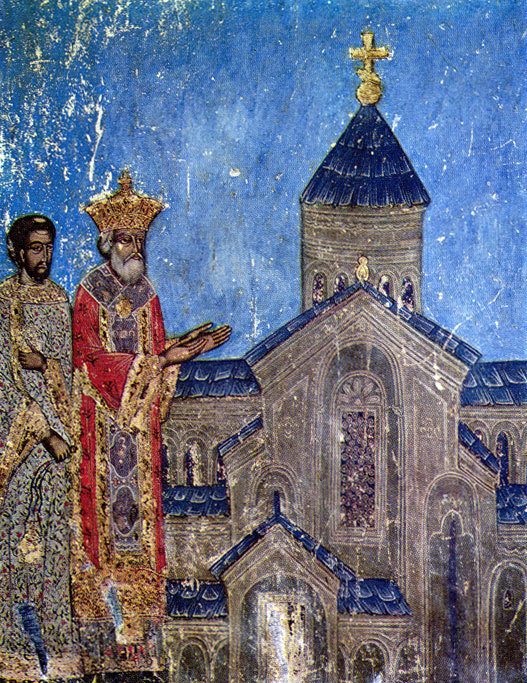
Affresco di re Mirian

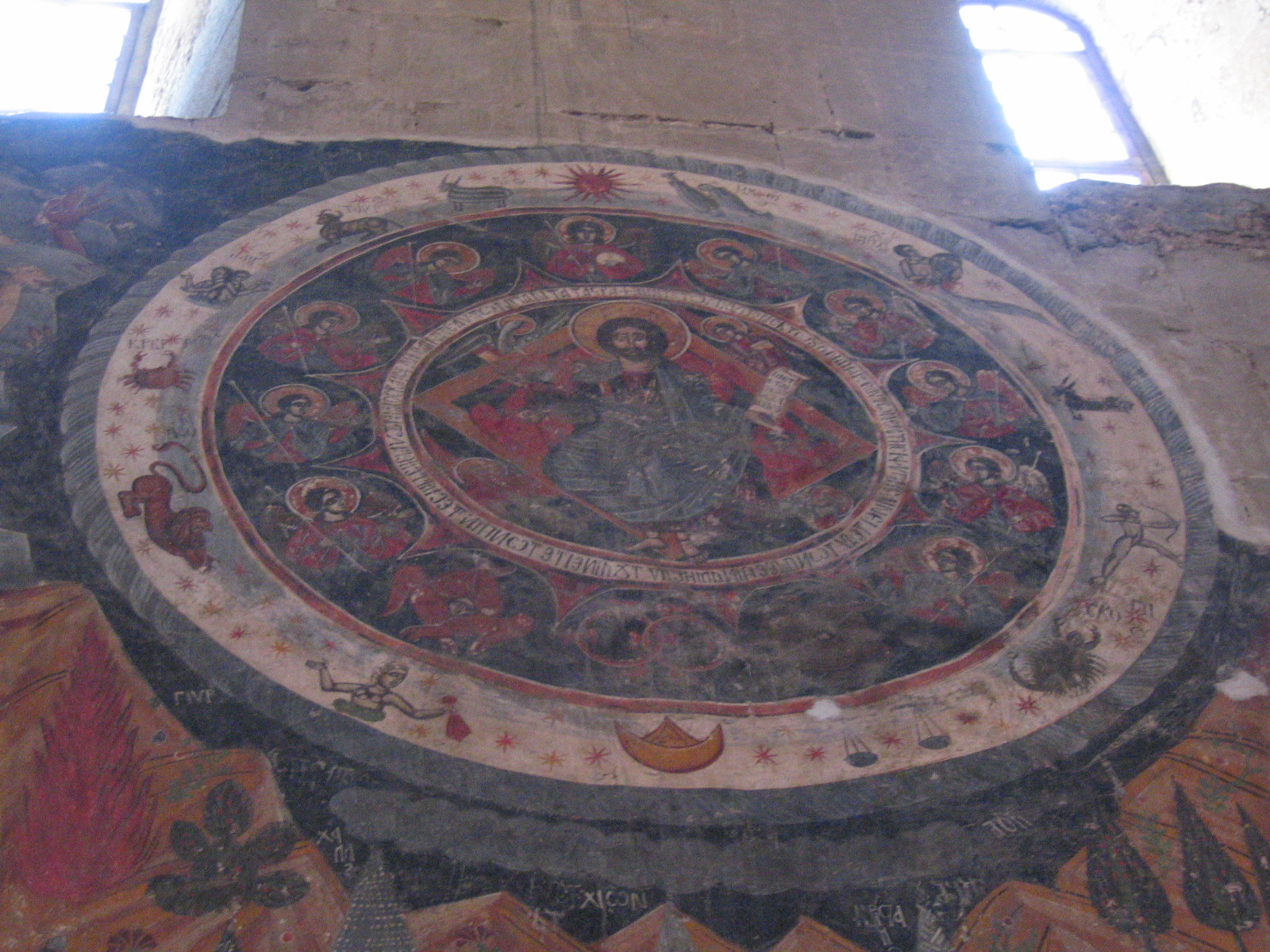
Affresco raffigurante Cristo e lo zodiaco

Sul punto in cui fu seppellita la sorella di Elia crebbe poi un enorme albero di cedro. Nel IV secolo, dopo la conversione di Mirian III, l'albero fu abbattuto per costruire la chiesa. Una volta eretti sei pilastri, il settimo (da posizionare sul punto in cui era cresciuto il cedro) si alzò miracolasamente in aria e ritornò per terra solo dopo che Santa Nino passò un'intera notte in preghiera. Dal pilastro sarebbe sgorgata della mirra che guarì molte persone. La cattedrale deve la sua denominazione proprio a questo episodio. Infatti, il nome deriva dall'unione delle parole georgiane "sveti" ("pilastro") e "tskhoveli" ("vivifico"). Un'icona raffigurante l'evento miracoloso è visibile nella seconda colonna a destra dell'ingresso della cattedrale. Riprodotta e venerata ampiamente in Georgia, quest'icona mostra Sidonia sepolta, un angelo che solleva il pilastro vivifico, Santa Nino, il re Mirian III e sua moglie Nana.
La cattedrale fatta costruire da Mirian III dopo la conversione al cristianesimo della Georgia era di legno. Fino al 541 l'edificio ospitò la Croce di Santa Nino, importante reliquia georgiana. Negli anni ottanta del V secolo il re Vakhtang I fece ricostruire la chiesa in forma di basilica di pietra.

### Medioevo
L'attuale struttura fu costruita tra il 1010 ed il 1029 sulle rovine della chiesa risalente al V secolo. A prendere l'iniziativa della ricostruzione fu il catholicos Melchisedec I, che affidò i lavori all'architetto Arsukidze. A quel tempo il sovrano della Georgia era Giorgio I. L'edificio fu realizzato a croce inscritta su pianta rettangolare allungata. Le facciate vennero riccamente decorate con arcate cieche ed elaborate cornici convesse poste ad ornamento delle finestre. Nella cattedrale sono presenti delle iscrizioni che fanno riferimento all'architetto Arsukidze. Il romanzo di Konstantine Gamsakhurdia "La mano del Grande Maestro" racconta la leggenda secondo cui un prete, che era stato mentore di Arsukidze, geloso del successo dell'architetto, utilizzò la propria influenza sul re Giorgio per far tagliare la mano destra del vecchio allievo. Il romanzo riferisce anche della gelosia del re nei confronti di Arsukidze, per via della bella amante Shorena.
La cattedrale venne restaurata più volte. Tra il 1413 ed il 1440, sotto il regno di Alessandro I, furono eseguiti significativi interventi di restauro. L'attuale cupola della cattedrale risale proprio a quell'epoca. L'edificio è circondato da un muro difensivo composto di pietra e mattoni costruito nel 1787, durante il regno di Eraclio II. Essendo stata progettata per scopi militari, la cinta muraria possiede anche delle postazioni d'artiglieria. Le mura sono dotate di otto torri, di cui 6 cilindriche e 2 quadrate. Nei pressi della chiesa si trova il palazzo a due piani del catholicos Antonio II.
Anche gli ambienti interni della cattedrale sono stati oggetto di numerosi interventi nel corso dei secoli. Sul lato destro dell'ingresso si trova un fonte battesimale risalente al IV secolo. Si ritiene che sia stato utilizzato per il battesimo del re Mirian III e di sua moglie Nana, evento che diede inizio alla cristianizzazione del paese. Subito dietro il fonte si trova un rilievo della mano destra dell'architetto Arsukidze. Sul lato sud ha sede una piccola cappella che rappresenta una copia simbolica della basilica del Santo Sepolcro di Gerusalemme. Fu costruita tra la fine del XIII secolo e l'inizio del XIV, per rimarcare la santità del luogo, dovuta alla presenza della tunica di Cristo. Di fronte alla cappella si trova la tomba di Sidonia, ricostruita tra il 1678 ed il 1688. Sempre nello stesso periodo fu costruito il trono del catholicos, comunque non più utilizzato poiché l'attuale tradizione richiede che il trono patriarcale sia posto al centro della chiesa.
Le pareti della cattedrale sono decorate da affreschi, di cui però rimangono solo dei frammenti. Un affresco del XIII secolo raffigura la bestia dell'Apocalisse. Un altro vede Cristo posto al centro di un cerchio raffigurante i segni dello zodiaco. Le scene della vita del re Mirian e di sua moglie Nana e i ritratti dell'imperatore Costantino I e di sua madre Elena furono dipinti da Grigol Gulzhavarashvili nel XVII secolo. Il grande affresco del Cristo Pantocratore che sovrasta l'altare venne realizzato nel XIX secolo da un artista russo. Due teste di toro in pietra sono incorporate nella facciata est, superstiti della chiesa fatta costruire da Vakhtang I nel V secolo. Tra gli elementi decorativi non mancano i riferimenti all'uva (come in molte chiese della Georgia), che riflettono le antiche tradizioni di vinificazione del paese. Scavi archeologici condotti nel corso della seconda metà del novecento hanno consentito la scoperta di rovine risalenti al IV e V secolo. In passato la cattedrale non era solo il luogo di incoronazione dei re di Georgia, ma fungeva anche da sepoltura. Dieci sovrani sono sepolti nella chiesa, anche se solo sei tombe sono visibili, tutte davanti all'altare. Le tombe appartengono a Vakhtang I, Davide VI, Giorgio VIII, Luarsab I, Eraclio II e Giorgio XII. Vari patriarchi e membri della famiglia reale Bagration sono sepolti nella cattedrale.

### Problemi
Nel 2009 l'UNESCO ha inserito la cattedrale fra i patrimoni dell'umanità in pericolo, a causa di problemi strutturali che ne minacciano la stabilità.

## Galleria d'immagini

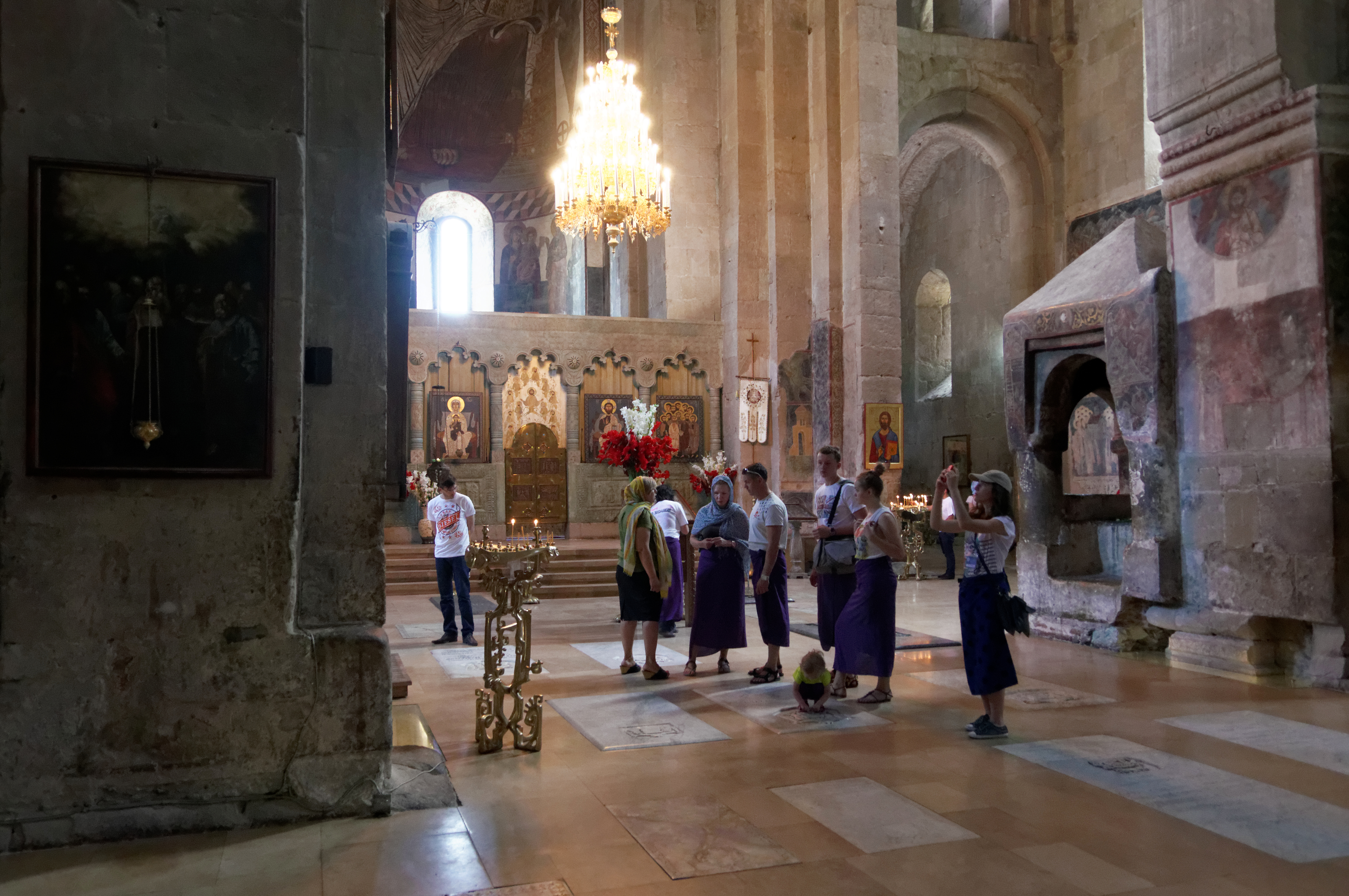
L'iconostasi
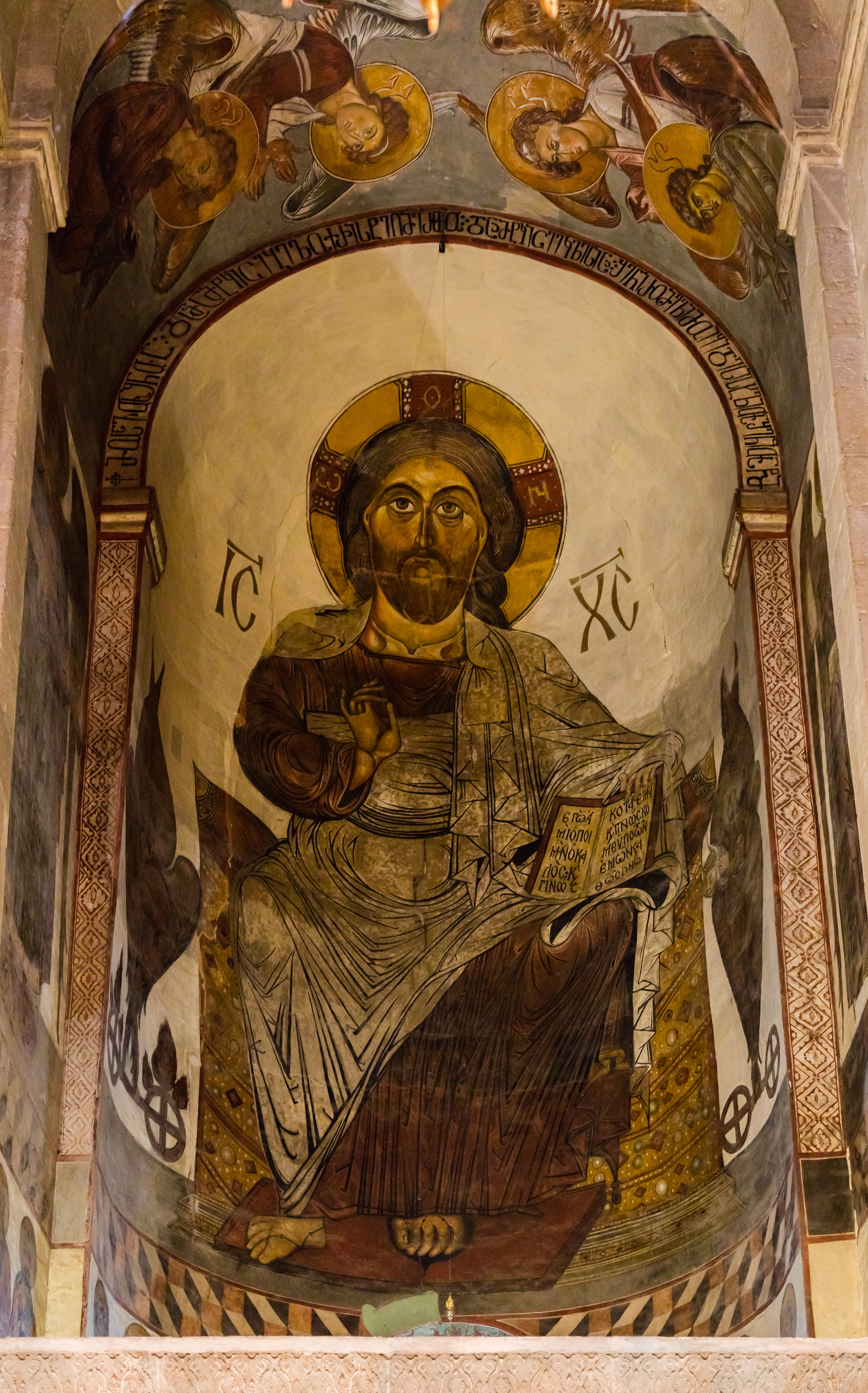
Affresco del Pantocratore
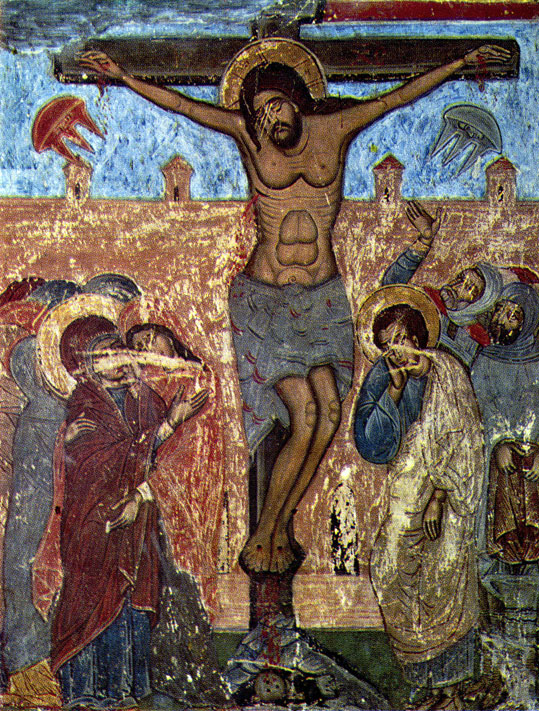
Affresco della Crocifissione
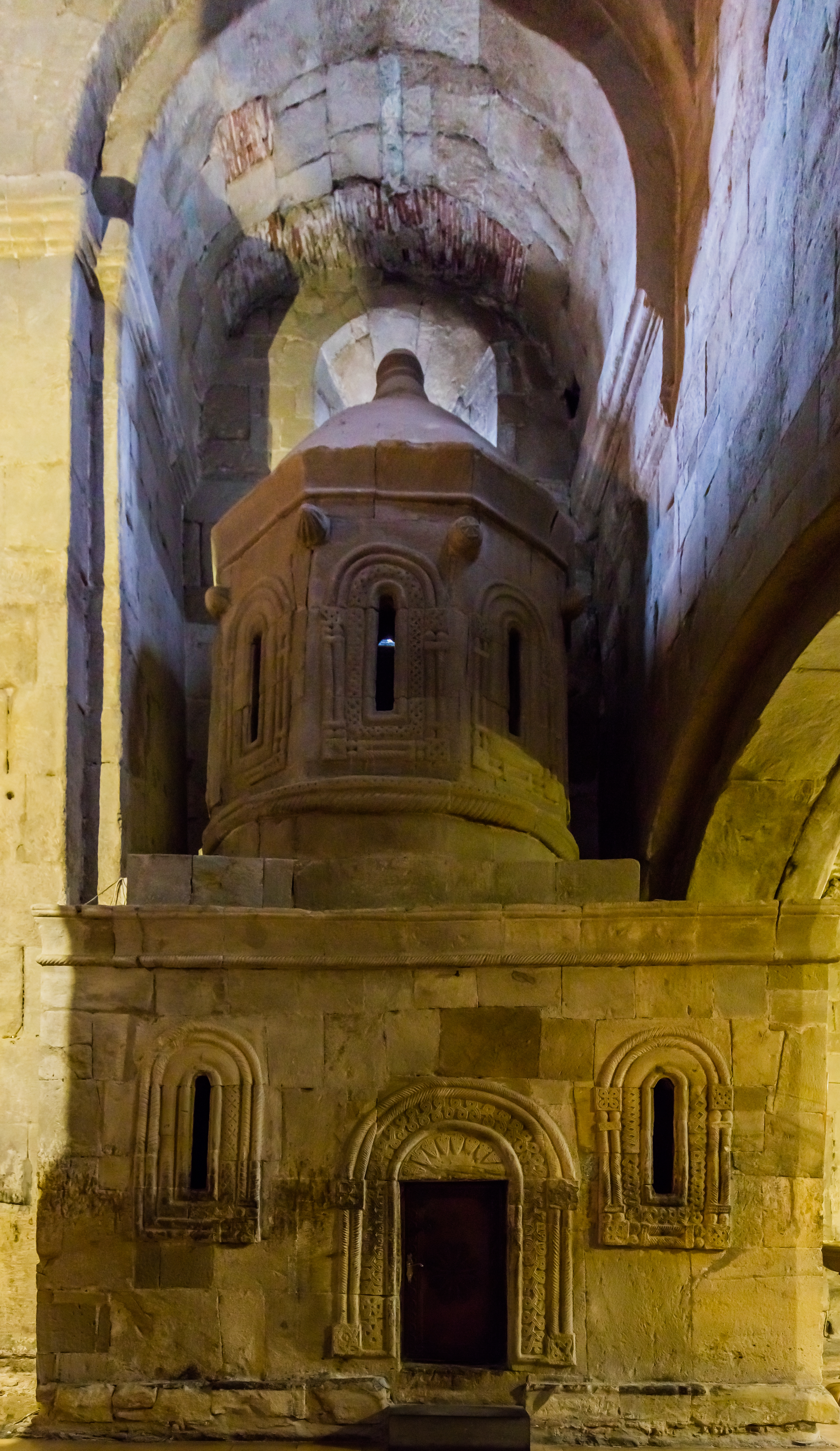
Cripta
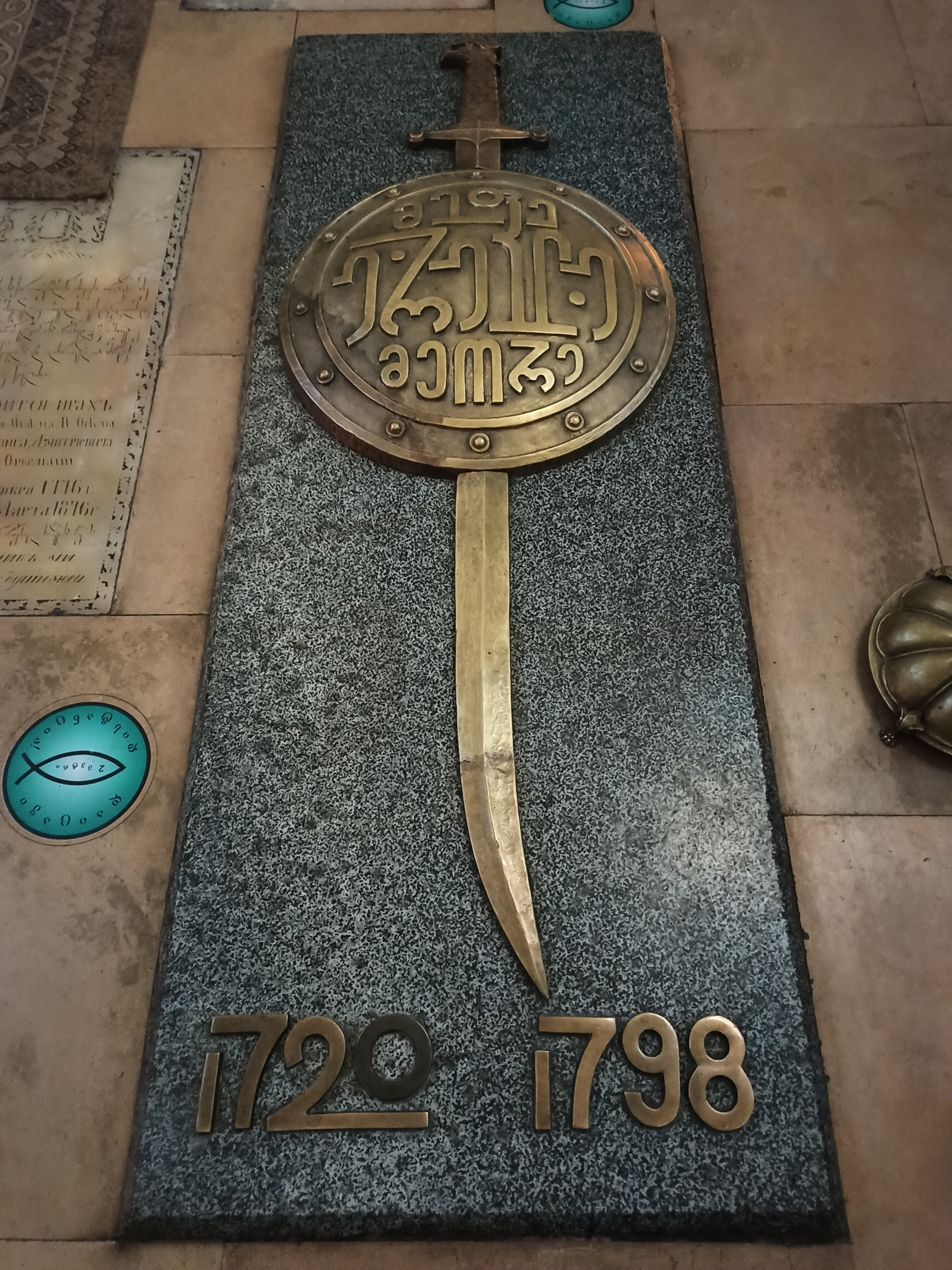
Tomba di Eraclio II
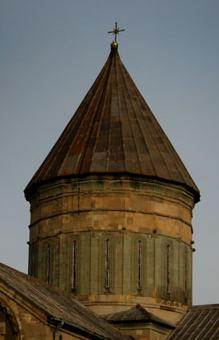
La cupola
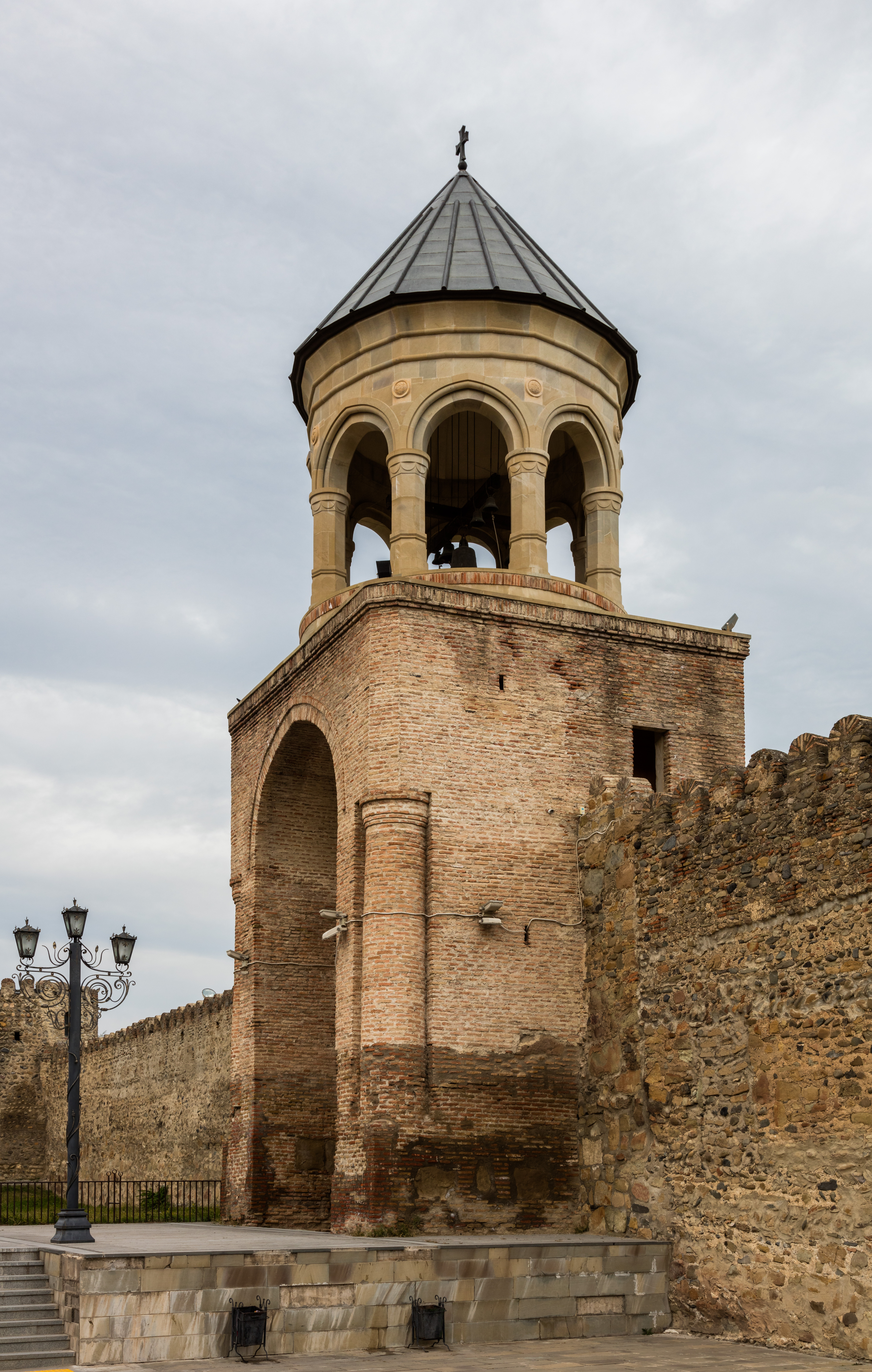
Torre campanaria
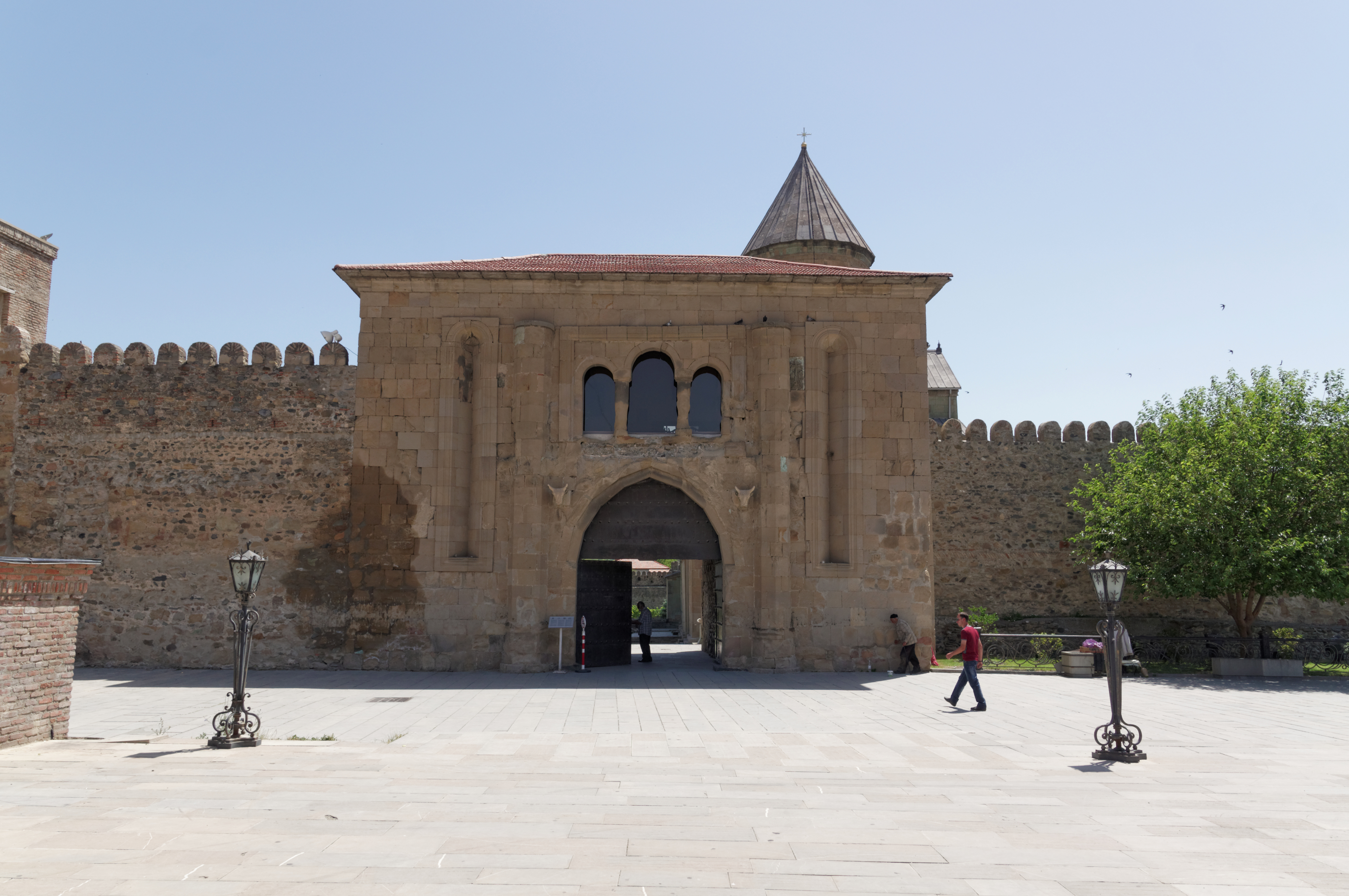
Porta del complesso
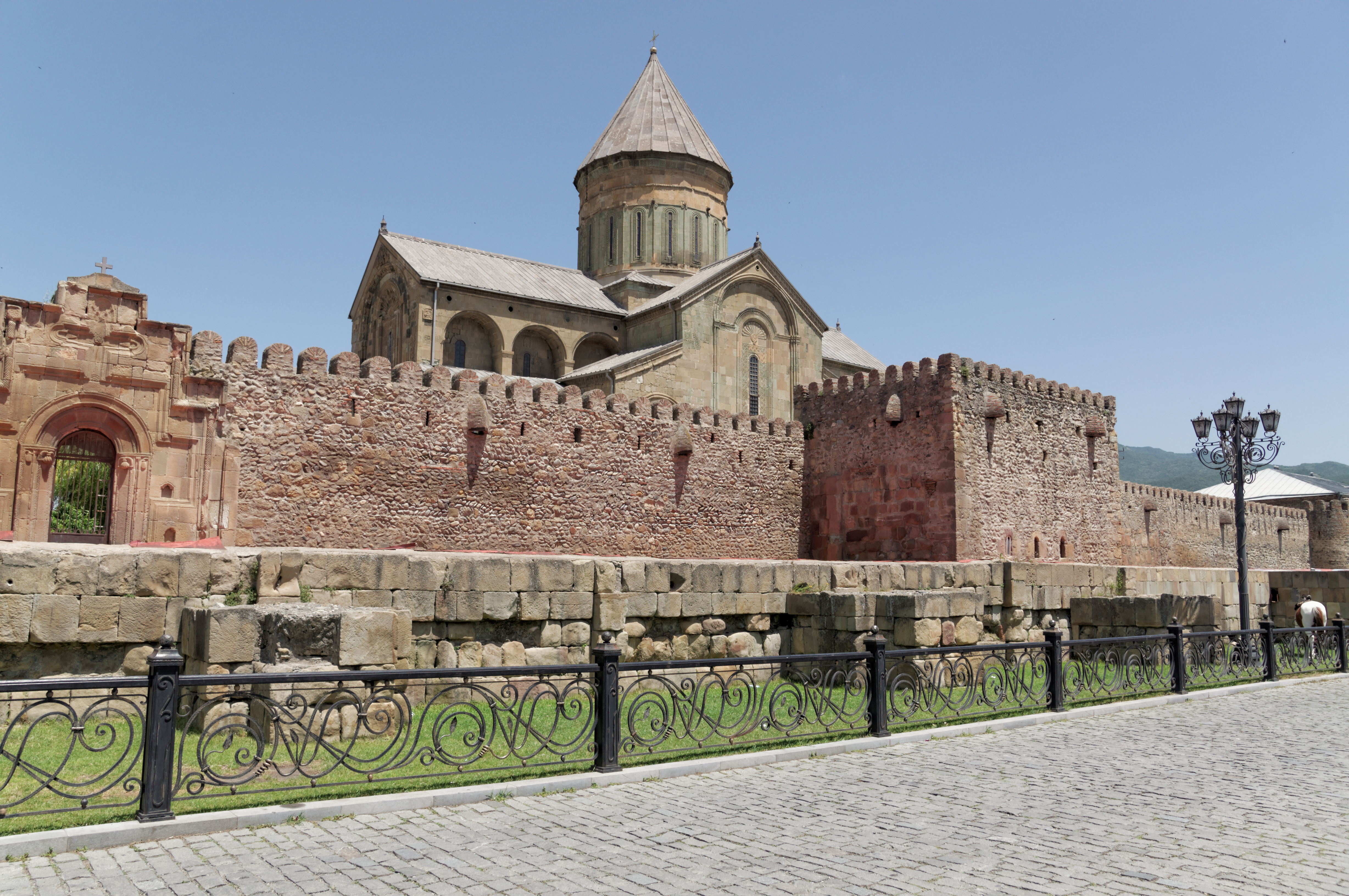
Cinta muraria
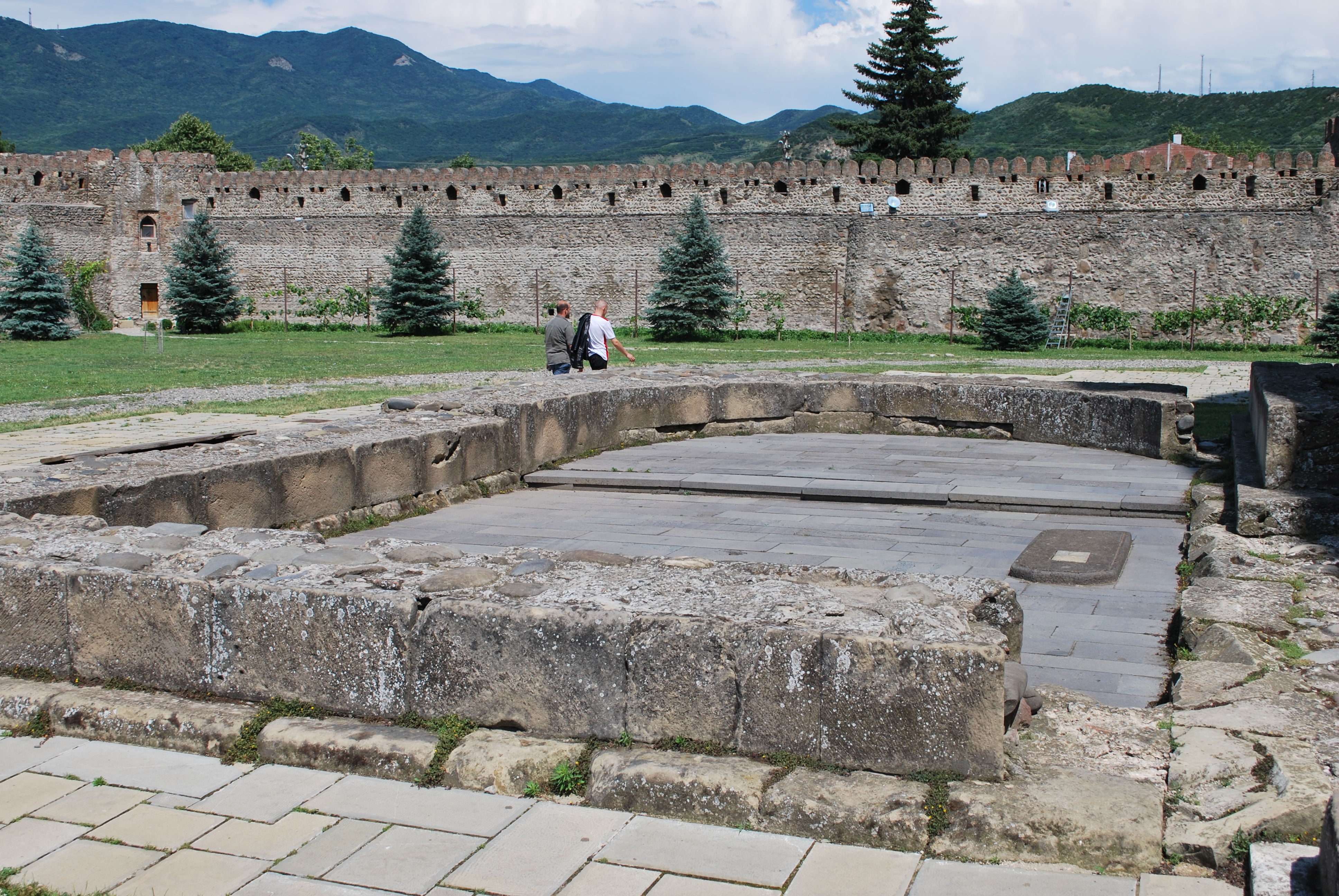
Rovine del V secolo